# جان استوارت (هنرپیشه)
جان استوارت (انگلیسی: John Stuart؛ ‏ ۱۸ ژوئیه ۱۸۹۸ – ۱۷ اکتبر ۱۹۷۹) یک هنرپیشه اهل اسکاتلند بود.

## گزیده فیلمشناسی
از فیلم‌ها یا برنامه‌های تلویزیونی که وی در آن نقش داشته‌است می‌توان به آثار زیر اشاره کرد.
- پلژر گاردن (۱۹۲۵)
- کیتی (فیلم ۱۹۲۹) (۱۹۲۹)
- آتلانتیک (فیلم) (۱۹۲۹)
- تماس الزتری (۱۹۳۰)
- سگ باسکرویل (فیلم ۱۹۳۲) (۱۹۳۲)
- شماره هفده (۱۹۳۲)
- جایزه بزرگ (فیلم ۱۹۳۴) (۱۹۳۴)
- عبدالحمید دوم (۱۹۳۵)
- فلایینگ فورترس (فیلم) (۱۹۴۲)
- تا سه نشه بازی نشه (۱۹۴۹)
- جعبه جادویی (فیلم) (۱۹۵۱)
- مومیایی (فیلم ۱۹۵۹) (۱۹۵۹)
- پارانویک (فیلم) (۱۹۶۳)
- وینستون جوان (۱۹۷۲)
- سوپرمن (فیلم) (۱۹۷۸)